# Удар БпЛА по будинку Героїв Крут 68А у Сумах 30 січня 2025
30 січня 2025 року, вночі о 00:18 від удару БпЛА типу Шахед було пошкоджено 10-поверховий житловий будинок у м. Суми, за адресою Героїв Крут 68А. В результаті атаки 11 людей загинуло, 14 поранено, також евакуйовано 118 людей. Зруйновано 9 квартир та 12 балконів. Пошкоджено понад 20 припаркованих автомобілів, знищено або пошкоджено 462 вікна.

## Загиблі
Серед загиблих три подружжя: 74-річний чоловік і його 69-річна дружина, 65-річний чоловік і його 64-річна дружина, 61-річний чоловік та його 61-річна дружина. Також загинули 64-річний і 63-річний чоловіки, та 37-річна жінка.. 1 лютого в лікарні померла 76-річна жінка, яку було поранено 30 січня, 2 лютого від травм також помер 18-річний юнак.

Ліквідація наслідків влучання БпЛА
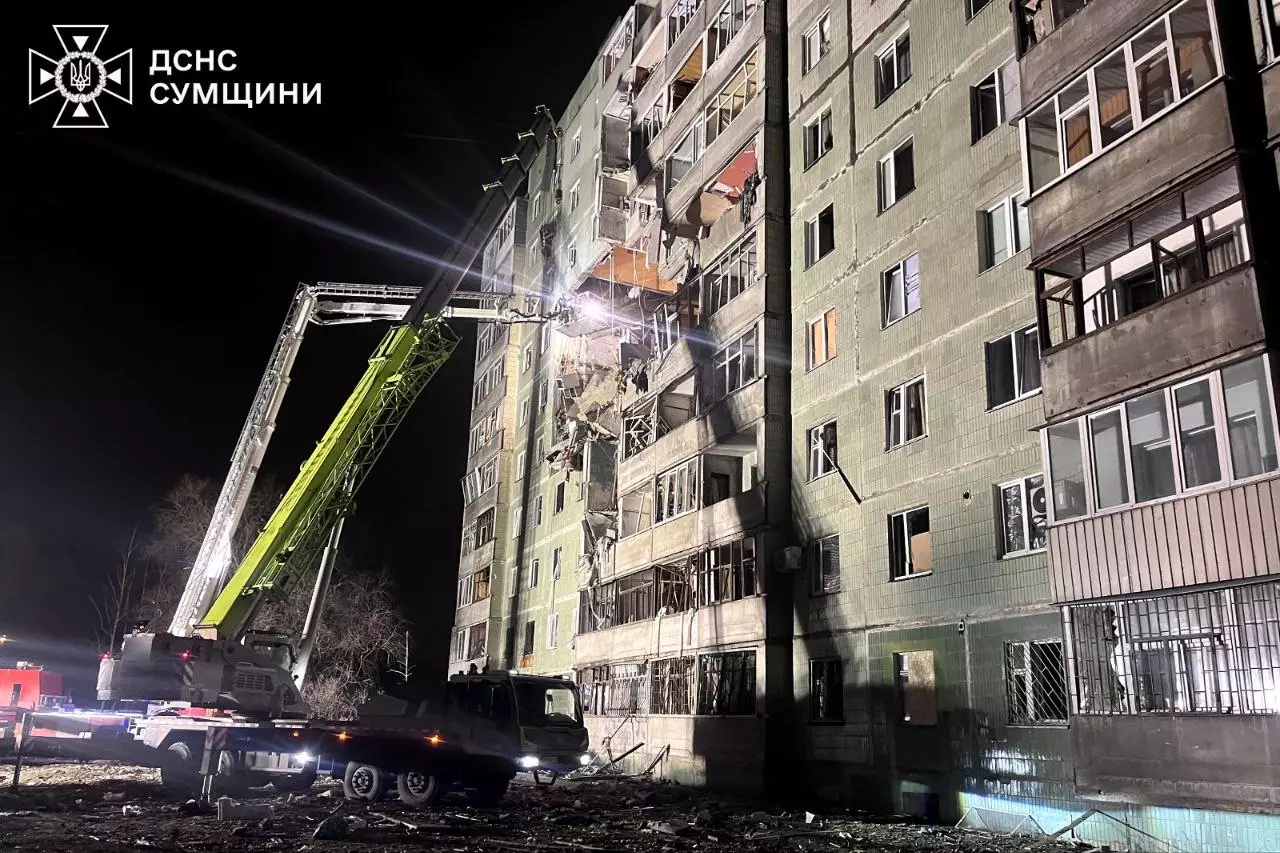
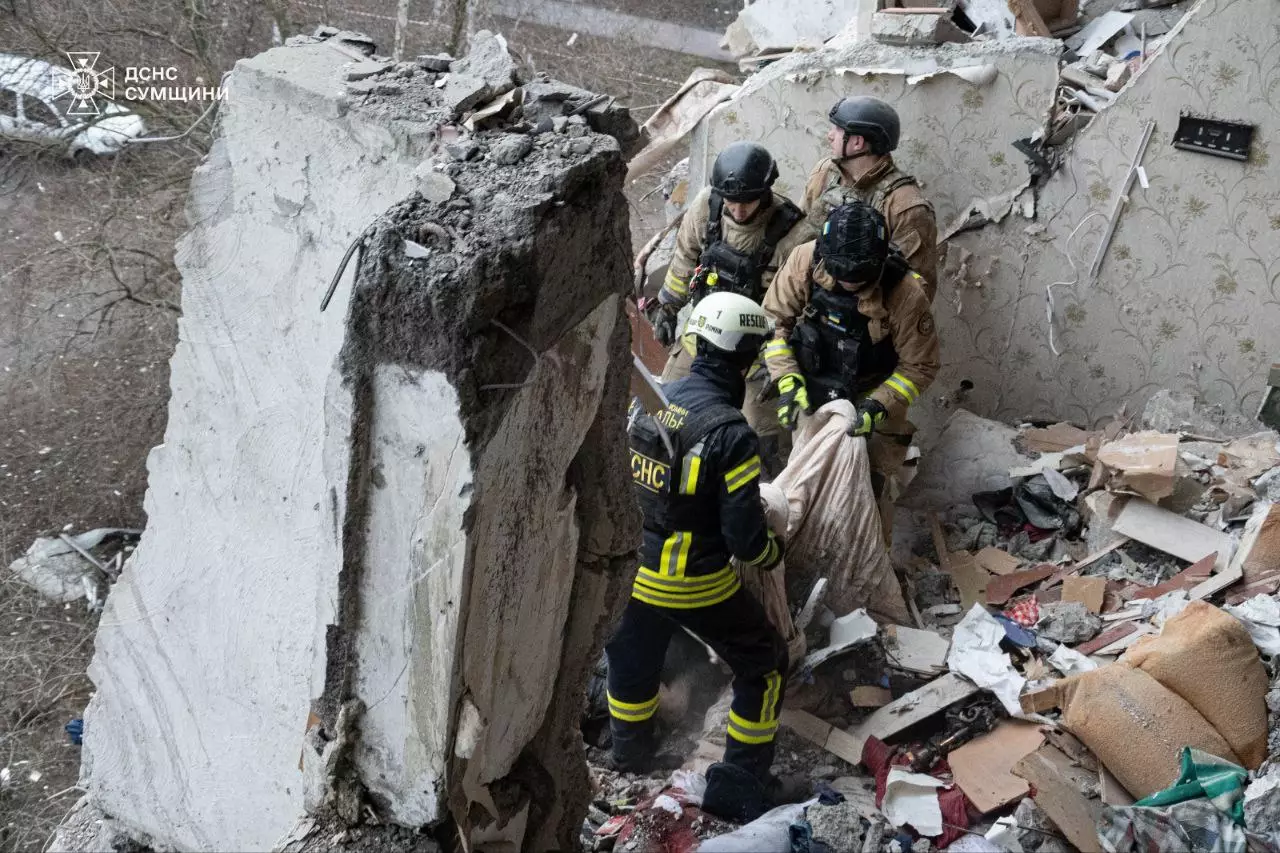
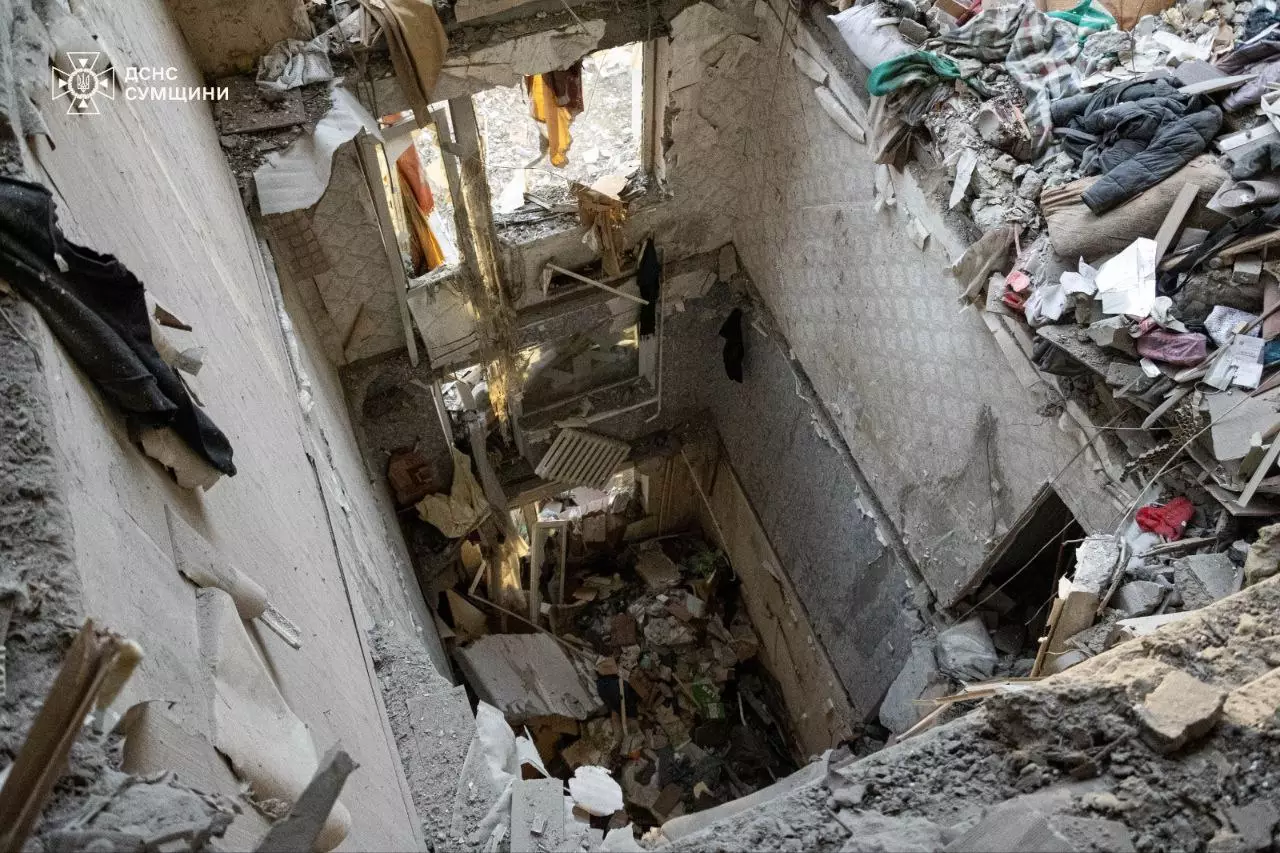

## Реакції
30 та 31 січня у Сумах оголошено днями жалоби, повідомив в.о. міського голови Артем Кобзар.